# Per Axel Rydberg
Per Axel Rydberg (Odh, 6 juli 1860-New York, 25 juli 1931) was een Zweeds-Amerikaanse botanicus die was gespecialiseerd in de flora van de Rocky Mountains en de Great Plains. Hij werd geboren in Zweden en emigreerde in 1882 naar de Verenigde Staten.
Na zijn emigratie werkte hij aanvankelijk in de ijzermijnen in Michigan. Hij wilde mijnbouwkundige worden, maar door een ongeluk werd hij levenslang kreupel. Hierna besloot hij zich op intellectuele zaken te richten. Van 1884 tot 1893 onderwees hij wiskunde aan de Luther Academy in Wahoo (Nebraska). Intussen studeerde hij aan de University of Nebraska. In 1891 behaalde hij zijn B.Sc. Onder invloed van zijn hoogleraar botanie Charles Edwin Bessey hield Rydberg zich de rest van zijn leven bezig met plantkunde.
Op verzoek van het United States Department of Agriculture (USDA) hield Rydberg zich bezig met botanisch onderzoek van West-Nebraska. In 1892 kreeg hij van de USDA het verzoek om de flora van de Black Hills in South Dakota te onderzoeken. In 1893 onderzocht hij namens dezelfde organisatie de flora van de Nebraska Sandhills.
In 1895 behaalde Rydberg zijn M.A. aan de University of Nebraska. De universiteit publiceerde zijn monografie over de orde Rosales. In de zomer van 1895 verzamelde hij andermaal planten voor de USDA, ditmaal in Montana met hulp van Cornelius Lott Shear. In de herfst van 1895 vertrok hij naar de Columbia-universiteit in New York om een Ph.D. te halen onder Nathaniel Lord Britton. Intussen onderwees hij natuurwetenschappen aan het Upsala Institute (het latere Upsala College) in Brooklyn en Kenilworth (New Jersey). In de zomer van 1897 verzamelde Rydberg samen met Ernst Athearn Bessey (de zoon van zijn vroegere mentor) in opdracht van de New York Botanical Garden planten in Montana en in de regio van het Yellowstone National Park.
Rydberg behaalde in 1898 zijn Ph.D met het proefschrift A Monograph of the North American Potentilleae. In de zomer van 1898 bracht hij in dienst van de New York Botanical Garden de plantenverzamelingen van Montana en het Yellowstone National Park in kaart. In 1899 stelde de New York Botanical Garden zijn eerste permanente staf samen. Rydberg werd een van de oorspronkelijke negen stafleden. In 1908 werd hij gepromoveerd tot beheerder van het herbarium, een functie die hij tot aan zijn dood in 1931 zou behouden.
Rydberg was lid van diverse wetenschappelijke organisaties, waaronder de Torrey Botanical Club, de American Association for the Advancement of Science (gekozen als fellow in 1901), de Botanical Society of America, de American Geographical Society en de Ecological Society of America.
Rydberg publiceerde gedurende zijn leven meer dan zevenduizend pagina's. Tot zijn bekendste werken behoren Flora of the Rocky Mountains and Adjacent Plains, Flora of the Prairies and Plains of Central North America, Catalogue of the Flora of Montana and the Yellowstone National Park en Flora of Colorado. Voor zijn latere werken verzorgde hij zijn eigen illustraties. Hij was (mede)auteur van meer dan 3800 botanische namen.